# Neferu III
| nfr | nfr | nfr | B1 |

| nfr | nfr | nfr | B1 |

Neferu fue una antigua reina consorte egipcia de la XII dinastía. Era hija del rey Amenemhat I (r. 1991-1962 a. C.), hermana y esposa del rey Senusret I (r. 1971-1926 a. C.) y madre del rey Amenemhat II.
Neferu III es uno de los cuatro hijos conocidos de Amenemhat I. Se casó con su hermano Senusret y fue su única esposa, hasta donde se conoce. Es mencionada como su esposa en la Historia de Sinuhé. Su nombre aparece en fragmentos de la pirámide de su padre en Lisht y en la capilla de Serabit el Jadim de su hijo, que se construyó como un monumento a Senusret I. Tenía una pirámide en el complejo de pirámides de su marido, pero es posible que no estuviera enterrada allí. sino más bien en Dahshur, cerca de su hijo.

## Titulaciones
Sus títulos eran:
- Hija del rey (sȝ.t-nỉsw.t)
- Esposa del rey (ḥm.t-nỉsw.t)
- Madre del rey (mwt-nỉsw.t)